# یهودستیزی در اسلام
یهودی ستیزی در اسلام به آموزه های کتاب مقدس و کلامی در اسلام علیه یهودیان و یهودیت و آزار و اذیت یهودیان در جهان اسلام اشاره دارد.
با ظهور اسلام در عربستان در قرن هفتم میلادی و متعاقب آن گسترش آن در دوران فتوحات اولیه مسلمانان، یهودیان، در کنار بسیاری از مردمان دیگر، تحت حاکمیت سیاست های اسلامی قرار گرفتند. کیفیت حکومت مسلمانان در دوره های مختلف به طور قابل توجهی متفاوت بود، همانطور که نگرش حاکمان، مقامات دولتی، روحانیون و عموم مردم نسبت به گروه های مختلف قومی و مذهبی تحت سلطه، از مدارا تا آزار و اذیت آشکار، متفاوت بود.
پژوهشگران درباره نگرش مسلمانان نسبت به یهودیان و نیز رفتار با یهودیان در اندیشه و جوامع اسلامی در طول تاریخ اسلام بحث کرده اند.

## دیدگاه قرآن درباره یهودیان در زمینه تاریخی آن
در آیات مربوط به دوره مکه اصلاً از یهودیان نام برده نشده است. به گفته برنارد لوئیس، پوشش داده شده به یهودیان نسبتاً ناچیز است.

### بنی اسرائیل
قرآن ارجاعات خاصی به بنی اسراییل (به معنای فرزندان اسرائیل) کرده است،  اصطلاحی که 44 بار در قرآن آمده است، .، اگرچه مشخص نیست که آیا این اصطلاح منحصراً به یهودیان اشاره دارد یا هم به یهودیان و هم مسیحیان به عنوان یک گروه مذهبی واحد. در قرآن، یهودیان یک قوم نیستند، بلکه یک گروه مذهبی هستند، در حالی که بنی اسراییل یک قوم بودند و طبق قرآن از یهودیت پیروی نمی کردند.

### یهود و یهودی
اصطلاح عربی یهود که به یهودیان و یهودی اشاره می کند ۱۱ بار و شکل لفظی hāda (به معنای «یهودی/یهودی بودن») ۱۰ بار آمده است. به گفته خالد دوران، در قسمت‌های منفی از یهود استفاده می‌شود، در حالی که اشارات مثبت عمدتاً از بنی‌اسرائیل صحبت می‌کنند.

## اشارات منفی به یهودیان
ارجاعات قرآن به یهودیان به گونه های مختلف تفسیر شده است. به گفته Frederick M. Schweitzer و Marvin Perry، این ارجاعات «بیشتر منفی» هستند.  به گفته طاهر عباس، ارجاعات کلی به یهودیان مطلوب است، به غیر از گروه های خاصی از یهودیان که انتقادات تندی را داشتند.

### پذیرش آداب یهودی
به گفته برنارد لوئیس و برخی دیگر از محققان، نخستین آیات قرآن عمدتاً با یهودیان همدردی می کرد. حضرت محمد (ص) آنها را به عنوان یکتاپرست تحسین می کرد و آنها را پیروان طبیعی اعتقاد جدید می دانست، و اعمال یهودی به الگوسازی رفتار اسلامی اولیه کمک می کرد، مانند نماز ظهر، نماز در روز جمعه، روزه رمضان (الگویی برگرفته از روزه یوم کیپور یهودی در دهم ماه تشری) و از همه معروفتر این واقعیت است که تا سال ۶۲۳ پس از میلاد، مسلمانان به سوی اورشلیم نماز می خواندند، نه مکه.

### قانون اساسی مدینه
محمد پس هجرت از مکه در سال ۶۲۲ پس از میلاد، با پیروانش در یثرب مستقر شد که متعاقباً به مدینه النبی (شهر پیامبر) تغییر نام یافت و در آنجا موفق به تنظیم یک «قرارداد اجتماعی» شد  که به طور گسترده به عنوان قانون اساسی مدینه شناخته می شود. این قرارداد که به «برگ» (صحفیه) معروف است، همزیستی مسالمت آمیز بین مسلمانان، یهودیان و مسیحیان را تأیید می کرد و همه آنها را تحت شرایط معین، به عنوان تشکیل دهنده امت یا «جامعه» آن شهر تعریف می کرد و به آنها آزادی اندیشه و عمل دینی می داد. شهر یثرب/ مدینه همگن نبود. در کنار ۲۰۰ نفر مهاجر از مکه (مهاجرون) که از محمد پیروی کرده بودند، جمعیت آن متشکل از مؤمنان مدینه (یاران، «انصار»)، مشرکان عرب، سه قبیله یهودی و برخی مسیحیان بود. هدف این قانون اساسی بنیادی آن بود که به گفته علی خان، برای اولین بار در تاریخ، توافقنامه ای رسمی ایجاد کند که دوستی بین مذاهب را تضمین کند، هرچند حاوی موادی بود که بر همکاری استراتژیک در دفاع از شهر تأکید می کرد.
در بند ۱۶ این سند آمده است: «یهودیانی که از ما پیروی می‌کنند، تا زمانی که به ما ظلم نکرده و یا (به هیچ دشمنی) علیه ما کمک نکرده باشند، مستحق کمک و حمایت ما هستند».
در بند ۳۷ آمده است: «یهودیان خرج خودشان و مسلمانان خرج خودشان. آنها باید در صورت هرگونه حمله به افراد تحت پوشش این سند به یکدیگر کمک کنند. بین آنها دوستی صمیمانه، تبادل نظر نیک، رفتار منصفانه و هیچ خیانت وجود نخواهد داشت.» سه قبیله یهودی محلی عبارت بودند از بنی نضیر، بنی قریظه و بنی قینوقع. در حالی که به گفته رودینسون، محمد آشکارا هیچ پیش داوری نسبت به آنها نداشت، و به نظر می‌رسد که پیام خود را اساساً مشابه آنچه یهودیان در سینا دریافت کردند، می‌دانست،  Reuven Firestone ادعا می کند که سیاست قبیله ای، و ناامیدی عمیق محمد از امتناع یهودیان از پذیرش نبوت او، به سرعت منجر به جدایی از هر سه شد.

### خصومت مسلمانان با بنی‌قینقاع
بنی‌قینقاع در سال ۶۲۴ میلادی از مدینه بیرون رانده شدند. در مارس ۶۲۴ پس از میلاد، مسلمانان به رهبری محمد، مکّیان قبیله بنی قریش را در جنگ بدر شکست دادند. ابن اسحاق می نویسد که اندکی بعد میان مسلمانان و بنی‌قینقاع (هم پیمانان قبیله خزرج) اختلافی در گرفت. هنگامی که یک زن مسلمان از یک جواهرفروشی در بازار قاینوقه بازدید کرد، تحت آزار قرار گرفت تا موهای خود را آشکار کند. زرگر که یهودی بود، لباس وی را چنان نگه داشت که پس از برخاستن، برهنه شد. مرد مسلمانی که وارد بحبوحه ی درگیری شده بود، مغازه دار را به قتل رساند. سپس گروهی از یهودیان قبیله قینوقه بر مرد مسلمان هجوم آوردند و او را کشتند. این واقعه، منجر به زنجیره ای از قتل های انتقام جویانه شد و دشمنی بین مسلمانان و بنی‌قینقاع افزایش یافت.
منابع سنتی اسلامی این موارد را نقض قانون اساسی مدینه می دانند. خود محمد این را دلیل جنگ می دانست. با این حال، محققان و مورخان غربی این حوادث دلیل اصلی حمله محمد به قینقاع را نمی دانند. فرد دونر استدلال می کند که محمد علیه بنی‌قینقاع مخالفت کرد زیرا آنها به عنوان صنعتگران و تاجران در تماس نزدیک با بازرگانان مکه بودند. واینسینک برای سلسله وقایعی را که مورخان مسلمان برای توجیه اخراج قوم بنی‌قینقاع از آنها استفاده کردند، همچون تحقیر یک زن مسلمان بدست یک زرگر یهودی، ارزشی بیش از یک داستان ناموثق قائل نمی‌شوند. او می نویسد که یهودیان نگرش ستیزه جویانه ای نسبت به محمد داشتند و به عنوان گروهی که دارای قدرت مستقل قابل توجهی بودند، خطر بزرگی را به وجود می آوردند. بنابراین ونسینک نتیجه می گیرد که محمد که با پیروزی در نبرد بدر قدرت بیشتری کسب کرده بود، به زودی تصمیم گرفت که مخالفت یهودیان را از بین ببرد. نورمن استیلمن نیز معتقد است که محمد بدنبال قدرت گرفتن در جنگ بدر، تصمیم به حرکت علیه یهودیان مدینه گرفت.
سپس محمد به سراغ بنی قینقاع رفت و آنها را در بازار جمع کرد و به آنها هشدار داد که دست از دشمنی بردارند مبادا به همان سرنوشتی که برای قریش در بدر رخ داد دچار شوند. او همچنین به آنها گفت که اسلام را بپذیرند زیرا او پیامبری است که از جانب خدا بر اساس کتاب مقدس  فرستاده شده است. این قبیله پیروان محمد را به دلیل پذیرفتن او به عنوان پیامبر تمسخر کردند و همچنین پیروزی آنها در بدر را مسخره کردند و گفتند که قریشیان از جنگ دانشی نداشتند. سپس به او هشدار دادند که اگر روزی با آنها بجنگد، خواهد فهمید که آنها مردان واقعی هستند. این پاسخ به عنوان اعلان جنگ تلقی شد. سپس محمد بنی‌قینقاع را محاصره کرد  و پس از آن این قبیله بدون قید و شرط تسلیم شد و بعداً از مدینه بیرون رانده شدند.
در سال ۶۲۵ پس از میلاد، قبیله بنی نضیر پس از تلاش برای ترور محمد از مدینه بیرون رانده شدند. در سال ۶۲۷ پس از میلاد، زمانی که قریش و متحدانشان شهر مدینه را در نبرد خندق محاصره کردند، قریظه ابتدا سعی کردند بی طرف بمانند، اما در نهایت با ارتش محاصره کننده وارد مذاکره شدند و پیمانی را که سال ها قبل با آن موافقت کرده بودند، زیر پا گذاشتند. پس از آن، قبیله به خیانت متهم شد و توسط مسلمانان به فرماندهی محمد محاصره شد. بنی قریظه سرانجام تسلیم شدند و مردانشان سر بریده شدند. غنایم نبرد، از جمله زنان و کودکان برده شده قبیله، بین رزمندگان اسلام که در محاصره شرکت کرده بودند و میان مهاجران مکه که تا آن زمان به کمک مسلمانان بومی مدینه وابسته بودند، تقسیم شد. هر چند بنی قریظه هرگز علیه محمد یا مسلمانان دست به اسلحه نبردند، اما با ارتش متجاوز وارد مذاکره شدند و قانون اساسی مدینه را زیر پا گذاشتند. با این حال، نوام بن مسعود توانست بین نیروهای متجاوز و بنی قریظه اختلاف ایجاد کند و به این ترتیب مذاکرات به هم خورد.

#### آیات قرآن
در نتیجه، جهت قبله مسلمانان از بیت المقدس به سمت مکه تغییر یافت و پس از این زمان، منفی ترین آیات قرآن درباره یهودیان تنظیم شد. به گفته لاکور، اظهارات متناقض در مورد یهودیان در قرآن تا به امروز بر نگرش مسلمانان نسبت به یهودیان تأثیر گذاشته است، به ویژه در دوره های رشد بنیادگرایی اسلامی.

## گستره دیدگاه‌ها
- کلود کائن[۴۱] و شلومو دوف گویتاین[۴۲] استدلال بر عدم وجود یهودستیزی تاریخی در کشورهای مسلمان کرده‌اند، و می‌نویسند که تبعیضی که علیه نامسلمانان (کافران) وجود داشت ذاتی فراگیر داشته و تنها منعطف به یهودیان نبوده‌است.[۴۳] به نوشته آن‌ها، یهودستیزی در سده‌های میانی اسلامی تنها در برخی مناطق وجود داشته و فاقد گستردگی و عمومیت بوده‌است.
- برنارد لوئیس می‌نویسد که اگرچه مسلمانان در طی تاریخ خود کلیشه‌هایی منفی علیه یهودیان در ذهن داشته‌اند، اما این کلیشه‌ها با یهودستیزی اروپایی متفاوت بوده‌اند.[۴۴] برخلاف مسیحیت، مسلمانان یه یهودیان به چشم تمسخر نگاه می‌کردند تا مایه ترس.[۴۵] به باور وی، مسلمانان به یهودیان به عنوان «شر جهان‌گستر» نمی‌نگریستند. لوئیس می‌گوید که تنها در پایان سده ۱۹ میلادی بود که جنبش‌هایی شبیه به جنبش‌های یهودستیزانه در شکل اروپاییشان در میان مسلمانان شکل گرفتند.[۴۶]
- فردریک ام شوایتزر و ماروین پری می‌گویند که در قرآن و حدیث به یهودیان اغلب اشاره منفی شده‌است و رژیم‌های اسلامی با یهودیان به طرز تحقیرآمیزی رفتار می‌کردند. هم یهودیان و هم مسیحیان از جمله ذمی‌ها به‌شمار می‌رفتند. به گفته آن‌ها، در بسیاری از تاریخ، مسیحیان با یهودیان بدتر رفتار می‌کردند و یهودیان در سرزمین‌های مسیحی نسبت به یهودیانی که تحت حاکمیت مسلمانان زندگی می‌کردند، تحت جدل، آزار و اذیت، و نیز کشتارهای بدتری قرار می‌گرفتند.[۸]
- به گفته والتر لاکر، تفسیرهای گوناگون از قرآن برای درک نگرش مسلمانان نسبت به یهودیان مهم هستند. بسیاری از آیات قرآنی دعوت به تسامح در برابر یهودیان می‌کنند؛ دیگر آیات اما لحنی دشمنانه دارند (که مشابه اظهارات دشمنانه علیه کسانی است که اسلام را نپذیرفته‌اند). محمد با یهودیان مقیم عربستان تعامل داشت: او به امید عوض کردن دین به آن‌ها موعظه می‌کرد؛ با بسیاری از یهودیان جنگید و آنها را کشت؛ و گاه با دیگر یهودیان دوستی برقرار کرد.[۴۷]
- از دیدگاه مارتین کرامر، این باور که یهودستیزی معاصر در میان مسلمانان اصالتاً اسلامی است «تا اندکی صحت دارد، اما بسیاری حقایق دیگر را از قلم می‌اندازد» (نگاه کنید به یهودستیزی در جهان عرب). کرامر بر این باور است که یهودستیزی معاصر تنها تا حدی ناشی از سیاست‌های اسرائیل است؛ موضوعی که مسلمانان در مورد آن ممکن است احساس بی عدالتی و شکست عمیقی داشته باشند. کرامر علل اولیه یهودستیزی مسلمانان را به ایدئولوژی‌های مدرن اروپایی نسبت می‌دهد که جهان اسلام را با خود آلوده کرده‌اند.[۴۸]
- امل سعد غریب، نویسنده و تحلیلگر سیاسی لبنانی، فصلی کامل از کتاب خود «حزب‌الله: سیاست و دین» را به تجزیه و تحلیل باورهای ضدیهودی حزب‌الله لبنان اختصاص داد.[۴۹] سعد غریب بر این باور است که اگرچه صهیونیسم بر یهودستیزی حزب‌الله تأثیر گذاشته‌است، اما «پایه اصلی آن نیست» چرا که بیزاری حزب‌الله از یهودیان بیشتر جنبه مذهبی دارد تا انگیزه سیاسی.[۴۹]

## قرآن و یهودیان ساکن در عربستان
قرآن به «بنو اسرائیل» (به معنی فرزندان اسرائیل) اشاره‌های مشخصی می‌کند، و این واژه ۴۴ بار در قرآن آمده‌است، هرچند مشخص نیست که منحصراً به قبایل یهودی عربستان اشاره دارد یا یهودیان و مسیحیان عرب به عنوان یک گروه مذهبی واحد. واژه عربی «یَهود» (Yahūd)، که به یهودیان اشاره دارد، و «یَهودی» (Yahūdi) ۱۱ بار و شکل لفظی «هده» hāda (به معنی «یهود/یهودی») ۱۰ بار آمده‌است. بنا بر خالد دوران، بخش‌های منفی در قرآن از واژه «یهود» بهره گرفته‌اند، در حالی که بخش‌های مثبت اغلب از بنی اسرائیل صحبت می‌کنند.
در قرآن، یهودیان یک گروه قومی نیستند بلکه یک گروه مذهبی به‌شمار می‌روند، در حالی که «بنی اسرائیل» گروهی قومی بودند و بنا بر قرآن آنها از یهودیت پیروی نمی‌کردند. در آیاتی که مربوط به دوره مکه است، به هیچ عنوان از یهودیان نام برده نشده‌است. به گفته برنارد لوئیس، پوششی که به یهودیان داده شده‌است به نسبت ناچیز است.
اشاره‌های قرآن به یهودیان به گونه‌های متفاوتی تفسیر شده‌است. به گفته فردریک ام شوایتزر و ماروین پری، این اشاره‌ها «اغلب منفی» هستند. به گفته طاهر عباس، اشاره‌های کلی در قرآن به یهودیان شکل پسندیده‌ای دارند و تنها آنهایی که گروه‌های ویژه‌ای از یهودیان را مورد خطاب قرار می‌دهد دارای انتقادهای شدید هستند.

### دیدگاه قرآن درباره یهودیان در زمینه تاریخی آن
به گفته برنارد لوئیس و دیگر پژوهشگران، نخستین آیات قرآن تا حد زیادی با یهودیان احساس همدردی می‌کردند. محمد آنها را به عنوان یکتاپرست ستایش می‌کرد و آنها را پیروان طبیعی کیش جدید خود می‌دانست و آداب یهودی به الگوگیری نخستین کردارهای اسلامی کمک کردند؛ همچون نماز ظهر، نماز جمعه، روزه داری ماه رمضان (الگو گرفته از روزه‌داری یهودی یوم کیپور در دهم ماه تیشری)، و نیز این حقیقت که تا سال ۶۲۳ د.م مسلمانان نه به سوی مکه، بلکه به سوی اورشلیم نماز می‌خواندند.

### قانون اساسی مدینه
پس از بیرون آمدن (هجرت) از مکه در سال ۶۲۲ میلادی، محمد به همراه پیروانش در یثرب مستقر شدند — که بعدها به «مدینه النبی» (شهر پیامبر) تغییر نام داد — و در آنجا توانستند «قراردادی اجتماعی» تنظیم کنند که از آن با عنوان «قانون اساسی مدینه» یاد می‌شود. این قرارداد، معروف به «صحیفه» (برگه)، بر همزیستی مسالمت‌آمیز میان مسلمانان، یهودیان و مسیحیان تأکید داشت و همه آنها را تحت شرایطی به عنوان اُمَّت یا «جامعه» آن شهر به رسمیت می‌شناخت و به آنان آزادی اندیشه و عمل دینی می‌داد. یثرب یا مدینه اما یکدست نبود. در کنار ۲۰۰ مهاجر از مکه که از محمد پیروی کرده بودند، دیگر ساکنان شهر را باورمندان در مدینه (انصار یا «یاران»)، کافران عرب، سه قبیله یهودی و برخی مسیحیان تشکیل می‌دادند.
در بند ۱۶ این سند آمده است: «یهودیانی که از ما پیروی می‌کنند، تا زمانی که به ما ظلم نکرده و یا (به هیچ دشمنی) علیه ما کمک نکرده باشند، مستحق کمک و حمایت ما هستند».
در بند ۳۷ این قرارداد آمده‌است: «هزینه‌های (خراج) یهودیان بر دوش خود ایشان است و هزینه‌های مسلمانان بر دوش خودشان. آنها باید در صورت هرگونه حمله به کسانی که تحت پوشش این قرارداد هستند، به یکدیگر کمک کنند. دوستی صمیمانه، دادوستد پند و اندرز نیکو، رفتار عادلانه و نبود خیانت میان آنها وجود خواهد داشت. سه قبیله یهودی را بنی‌نضیر، بنی‌قریظه، و بنی‌قینقاع تشکیل می‌دادند. اگرچه محمد آشکارا هیچ گونه پیش داوری نسبت به آنها نداشت، و به نظر می‌رسد پیام خود را در اساس همان پیام دریافت شده از سوی یهودیان در کوه سینا می‌داند، سیاست‌های میان‌قبیله‌ای، و سرخوردگی شدید محمد از خودداری یهودیان از پذیرش پیامبری خود، به سرعت منجر به تنش وی با هر سه این قبایل شد.

### خصومت مسلمانان با بنی‌قینقاع
بنی‌قینقاع در سال ۶۲۴ د. م از مدینه اخراج شدند. در مارس ۶۲۴ د. م، مسلمانان به رهبری محمد، قبیله بنی قریش ساکن مکه را در جنگ بدر شکست دادند. ابن اسحاق می‌نویسد که بلافاصله پس از آن میان مسلمانان و بنی‌قینقاع (متحدان قبیله خزرج) درگیری درگرفت. هنگامی که زنی مسلمان از مغازه جواهرفروشی در بازار قینقاع دیدار می‌کرد، او را برای برداشتن حجاب از موهایش مورد آزار قرار دادند. طلافروش، که یک یهودی بود، پوشش زن را به گونه‌ای به صندلی میخ کرد که به محض بلند شدن وی پوشش افتاده و زن برهنه شد. یک مرد مسلمان که در این بحبوحه و شلوغی وارد شده بود ، مغازه‌دار را به تلافی کشت. بعذ از آن، گروهی از یهودیان از قبیله بنی‌قینقاع بر مرد مسلمان حمله کردند و او را کشتند. این امر به زنجیره ای از کشتارهای انتقام‌جویانه دامن زد و دشمنی میان مسلمانان و بنی‌قینقاع افزایش یافت.
منابع سنتی اسلامی این رویدادها را نقض میثاق مدینه می‌دانند. از دید خود محمد این رویداد بهانه جنگ بود. با این حال، اسلام‌شناسان غربی دلیل اصلی حمله محمد به بنی‌قینقاع را در این رویدادها نمی‌دانند. فرِد دونِر استدلال می‌کند که محمد به این دلیل علیه بنی‌قینقاع شد که آنها به عنوان صنعتگر و بازرگان، با بازرگانان مکی در تماس نزدیک بودند. واینسینک برای سلسله وقایعی را که مورخان مسلمان برای توجیه اخراج قوم بنی قینقاع از آنها استفاده کردند، همچون تحقیر یک زن مسلمان بدست یک زرگر یهودی، ارزشی بیش از یک داستان ناموثق قائل نمی‌شود. او می‌نویسد که یهودیان رویکردی جدل‌گرایانه را با محمد در پیش گرفتند و به عنوان گروهی که دارای قدرت مستقل قابل توجهی بودند، خطری بزرگ را متوجه وی می‌کردند؛ بنابراین ونسینک نتیجه می‌گیرد که محمد، که با پیروزی در جنگ بدر قدرت گرفته بود، به زودی تصمیم گرفت مخالفت یهودیان با خود را از میان ببرد. نورمن استیلمن همچنین بر این باور است که محمد پس از تقویت در نبرد بدر تصمیم گرفت علیه یهودیان مدینه اقدام کند.
محمد سپس با بنی‌قینقاع تماس گرفت و آنها را در بازار جمع کرد و به آنها هشدار داد که از دشمنی خود دست بردارند تا مبادا همان سرنوشتی را متحمل شوند که بر قریش در بدر روی داد. وی همچنین به آنها گفت که اسلام را بپذیرند زیرا او بر پایه نوشته‌های مقدس خود یهودیان پیامبری است که از سوی خدا فرستاده شده‌است. در پاسخ اما، قبیله به مسخره کردن پیروان محمد به دلیل پذیرش او به عنوان پیامبر و همچنین پیروزی آنها در بدر با این ادعا که قریش هیچ دانشی از جنگ ندارند، پرداخت. آنها سپس به محمد هشدار دادند که اگر وی با آنها بجنگد، خواهد دانست که ایشان مردان راستین هستند. این پاسخ به منزله اعلام جنگ تلقی شد. محمد سپس بنی‌قینقاع را محاصره کرد و در پی آن قبیله بدون قید و شرط تسلیم شد و بعدها از مدینه اخراج شد.
در ۶۲۵ د. م، قبیله بنی‌نضیر پس از تلاش برای ترور محمد از مدینه اخراج شدند. در ۶۲۷ د. م، هنگامی که قریش و متحدان آنها شهر را در نبرد خندق محاصره کردند، بنی‌قریظه در ابتدا تلاش کرد بی‌طرف باقی بماند اما سرانجام با شکستن پیمانی که سال‌ها پیش با آن موافقت کرده بودند، وارد گفتگو با ارتش محاصره کننده شدند. در پی آن، قبیله متهم به خیانت شد و توسط مسلمانان به فرماندهی محمد محاصره شد. بنی‌قریظه سرانجام تسلیم شد و مردان آن سر بریده شدند. غنایم جنگ این قبیله، از جمله زنان و فرزندان به بردگی گرفته شده، میان رزمندگان اسلام که در محاصره شرکت کرده بودند و نیز مهاجران مکه که تا آن هنگام به کمک مسلمانان بومی مدینه وابسته بودند، تقسیم شدند. اگرچه بنی‌قریظه هرگز علیه محمد یا مسلمانان اسلحه نگرفتند، اما با ارتش مهاجم وارد گفتگو شدند و میثاق مدینه را زیر پا گذاشتند. با این حال، نوام ابن مسعود توانست میان نیروهای متجاوز و بنی‌قریظه اختلاف پدیدآورد و در نتیجه گفتگوها به هم خوردند.
در پس غزوه بنی‌قریظه، جهت نماز مسلمانان از اورشلیم به سوی مکه تغییر کرد و منفی‌ترین آیات قرآنی در مورد یهودیان پس از این زمان پدید آمدند. به گفته لاکر، گفته‌های متناقض دربارهٔ یهودیان در قرآن تا به امروز بر نگرش مسلمانان نسبت به یهودیان تأثیر گذاشته‌است، به ویژه در دوره‌هایی که در آن‌ها بنیادگرایی اسلامی افزایش داشته‌است.

## محمد و یهودیان
در طول زندگی محمد، یهودیان در شبه‌جزیره عربستان، به ویژه درون و در اطراف مدینه زندگی می‌کردند. مشهور است که محمد دارای همسری یهودی به نام صفیه دختر حیی بوده که بعدها به اسلام گرویده‌است. صفیه، که پیشتر همسر کنانه بن ربیع بود، پس از جنگ خیبر به عنوان عروس خود توسط محمد گزیده شد.
بر پایه منابع اسلامی، یهودیان مدینه اقدام به پدیدآوری اتحاد دوستانه با دشمنان محمد در مکه کردند تا بتوانند او را سرنگون کنند، اگرچه در معاهده قانون اساسی مدینه قول داده بودند او را سرنگون نکنند، و نیز طرف او و پیروانش را در برابر دشمنان خود بگیرند. محمد دو قبیله یهودی را اخراج و قبیله سوم را نابود کرد. بنی‌قینقاع به دلیل دشمنی با مسلمانان و تمسخر آن‌ها اخراج شد. بنی‌نضیریان نیز پس از دست زدن به ترور محمد اخراج شدند. آخرین مورد، بنی‌قریظه، پس از نبرد خندق و هنگامی که تلاش کردند با قریش در حال یورش به شهر متحد شوند نابود شد.
ساموئل روزنبلات بر این باور است که این حوادث بخشی از سیاست‌هایی نبودند که به شکل انحصاری علیه یهودیان انجام شده باشند واینکه برخورد محمد با خویشاوندان عرب بت‌پرست خود شدیدتر بود. علاوه بر این، درگیری محمد با یهودیان از اهمیت کمتری برخوردار بود. به گفته لوئیس، از آنجا که برخورد یهودیت و اسلام حل و فصل شد و در دوران حیات محمد با پیروزی مسلمانان پایان یافت، هیچ مناقشه‌ای الهیاتی که حل نشده باقی مانده باشد به یهودستیزی در میان مسلمانان دامن نزده‌است. همچنین میان انکار پیام‌های مسیحیت و اسلام توسط یهودیان تفاوت وجود دارد، زیرا محمد هرگز ادعا نکرد که مسیح یا پسر خداست، اگرچه از او به عنوان «پیامبر خدا» یاد می‌شود. علت مرگ محمد مورد مناقشه است، اگرچه برخی حدیث‌ها بر این باورند که وی ممکن است سرانجام به دلیل مسمومیت ناشی از سمی که توسط یکی از بیوه‌های یهودی بازمانده در خیبر به وی داده شده بود، درگذشته باشد.
به گفته روزنبلات، اختلافات محمد با قبایل یهودی همسایه‌اش هیچ تأثیری بر جانشینان پس از وی (معروف به خلیفه‌ها) برجای نگذاشت. نخستین خلیفه‌ها اغلب رفتار خود را منطبق با آیه‌های قرآنی که به مدارا تشویق می‌کردند، قرار دادند. مفسران کلاسیک مبارزه محمد با یهودیان را بخشی جزئی در زندگی حرفه‌ای وی می‌دانستند، اگرچه این دیدگاه در دوران مدرن تغییر کرده‌است.

### حدیث
در حدیث (ثبت کردار و سخنان نسبت‌داده‌شده به محمد) از هر دو عبارت «بنی‌اسرائیل» و «یهود» در رابطه با یهودیان استفاده می‌شود، اما دومی رواح بیشتری داشته و اغلب با زمینه منفی نمایان می‌شود. برای نمونه، یهودیان در صحیح بخاری, 4:54:524 «لعن و تبدیل به موش صحرایی شدند». همچنین نگاه کنید به صحیح مسلم, 42:7135 و صحیح مسلم, 42:7136. به گفته نورمن استیلمن:
یهودیان مدینه به ویژه با عنوان «مردانی که خباثت و دشمنی آن‌ها متوجه رسول خدا بود» عنوان می‌شوند. یهود در این متن‌ها نه تنها گزنده، بلکه فریبکار، بزدل و به شکل کامل بدون عزم و اراده به تصویر کشیده شده‌است. با این حال، آنها هیچ‌یک از ویژگی‌های شیطانی را که در ادبیات مسیحی سده‌های میانی به ایشان نسبت داده شده‌است، ندارند و در مقایسه [با متن‌های مسیحیان]، متن‌های سنتی مسلمانان چندان درگیر با و متمرکز بر یهودیان و یهودیت (به استثنای روایات دربارهٔ برخورد محمد با یهودیان مدینه). به جز چند استثناء قابل توجه … یهودیان در سیره محمد حتی تبهکارانی قهرمان هستند. بدنامی آنها در تقابل با دلاوری مسلمانان قرار دارد و به‌طور کلی با تصویر قرآنی از «بدبختی و خواری که بر آنها مهر زده شده‌است» مطابقت دارد.
صحیح مسلم و صحیح بخاری روایات پرشماری از حدیثی را ثبت کرده‌اند که در آن محمد پیشگویی کرده‌است که روز قیامت فرا نمی‌رسد مگر تا هنگامی که مسلمانان و یهودیان با یکدیگر جنگ کنند. مسلمانان یهودیان را با چنان موفقیتی می‌کشند که پس از آن یهودیان پشت سنگ‌ها یا درختان پنهان می‌شوند، و سپس این سنگ‌ها و درختان به سوی مسلمانان فریاد می‌زنند که یک یهودی پشت آن‌ها پنهان شده‌است و از مسلمانان می‌خواهند که آن یهودی را بکشند. روایات گوناگون همگی برگرفته از این حدیث هستند که امروزه نیز بخشی از منشور حماس است:
روز قیامت فرا نمی‌رسد مگر تا هنگامی که مسلمانان با یهودیان بجنگند، و یهودی در در پشت سنگ‌ها و درختان پنهان شود. سنگ‌ها و درختان خواهند گفت که ای مسلمانان، ای عبدالله، یک یهودی پشت من پنهان شده‌است، بیایید و او را بکشید. تنها درخت قرقاد (دیوخار) این کار را نمی‌کند چرا که این درخت از جمله درختان یهودیان است. (به نقل از بخاری و مسلم). صحیح مسلم, 41:6985، همچنین صحیح مسلم, 41:6981، صحیح مسلم, 41:6982، صحیح مسلم, 41:6983، صحیح مسلم, 41:6984، صحیح بخاری, 4:56:791 ،صحیح بخاری, 4:52:177 
به باور شوایتزر و پری، حدیث حتی با کوبندگی بیشتری از قرآن به یهودیان حمله می‌کند:
آنها از سوی خدا خوار شده، نفرین می‌شوند، برای همیشه مورد سرزنش قرار می‌گیرند و بنابراین هرگز نمی‌توانند توبه کرده و بخشیده شوند. آنها فریبکار و خائن هستند. سرکش و سرسخت؛ آنها پیامبران را کشتند. آنها دروغگویانی هستند که کتاب مقدس را جعل کرده و رشوه می‌گیرند. به عنوان کافر، آنها از دیدگاه آیینی نجس هستند، بوی بدی از آنها بیرون می‌آید - این تصویر از یهودیان در اسلام کلاسیک، خوار شده و بدخواه است.